# Jean de La Fontaine
Jean de La Fontaine (Château-Thierry, 8 de julho de 1621 — Paris, 13 de abril de 1695) foi um poeta e fabulista francês.

## Biografia
Um dos poetas franceses mais lidos do século XVII. Ele é conhecido acima de tudo por suas Fábulas, que forneceram um modelo para fabulistas subsequentes em toda a Europa e inúmeras versões alternativas na França, bem como nas línguas regionais francesas.
Após um longo período de suspeita real, ele foi admitido na Academia Francesa e sua reputação na França nunca desapareceu desde então. Evidência disso é encontrada nas muitas fotos e estátuas do escritor, representações posteriores em medalhas, moedas e selos postais.
Está sepultado no cemitério Père-Lachaise, em Paris, ao lado do dramaturgo Molière.

## Obras

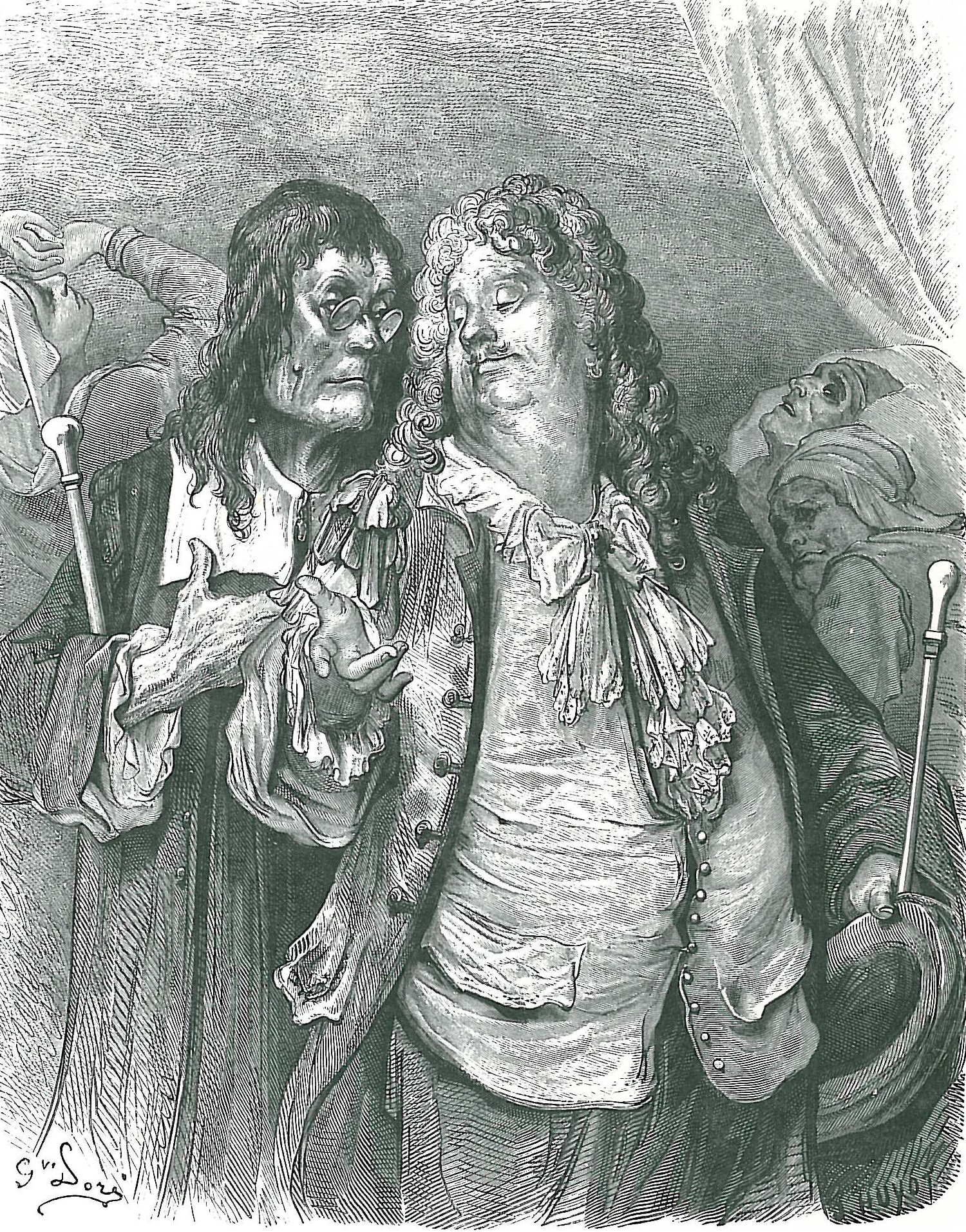
Uma ilustração de "Les Médecins" (Fábula V.12) de Gustave Doré, 1866

As numerosas obras de La Fontaine dividem-se em três divisões tradicionais: as Fábulas, os Contos e as obras diversas (incluindo dramáticas). Ele é mais conhecido pelo primeiro deles, no qual uma tradição de colecionar fábulas em verso francês que remonta à Idade Média atingiu o auge. Embora esses trabalhos anteriores se refiram a Esopo em seu título, eles coletaram muitas fábulas de fontes mais recentes. Entre os principais estavam Ysopet (1190) de Marie de France; e Les Fables du très ancien Esope, mises en rithme françoise (1542) de Gilles Corrozet.
A publicação dos doze livros das Fábulas de La Fontaine estendeu-se de 1668 a 1694. As histórias nos primeiros seis deles derivam em sua maior parte de Esopo e Horácio e são concisamente contadas em verso livre. Aqueles nas edições posteriores são muitas vezes retirados de fontes mais recentes ou de traduções de histórias orientais e são contadas em maior extensão. Os versos enganosamente simples são facilmente memorizados, mas exibem percepções profundas sobre a natureza humana. Muitas das linhas entraram na língua francesa como frases padrão, muitas vezes proverbiais. As fábulas também se distinguem por sua ambivalência ocasionalmente irônica. A fábula "O Escultor e a Estátua de Júpiter" (IX.6), por exemplo, pode ser lida como uma sátira à superstição, mas sua conclusão moralizante é que "Todos os homens, tanto quanto lhes cabe,/Criam realidades de sonhos" pode igualmente ser aplicado à religião como um todo.
A segunda divisão de seu trabalho, os contos (Contes et nouvelles en vers), foram quase igualmente populares e sua escrita se estendeu por um período mais longo. As primeiras foram publicadas em 1664 e as últimas apareceram postumamente. Eles foram particularmente marcados por seu tom maliciosamente licencioso.

## Edições principais
- Fables choisies et mises en vers, [s.e.], Paris, 1668.
- Fables choisies et mises en vers, t. III, D. Thierry, Paris, 1678, 3 vol.
- Fables choisies et mises en vers, t. IV, D. Thierry, Paris, 1679.
- Fables choisies, mises en vers par M. de La Fontaine et par lui revues et augmentées, C. Barbin, Paris, 1692, 4 vol.
- Fables choisies, mises en vers par M. de La Fontaine et par lui revues et augmentées, C. Barbin, Paris, 1694, 1 vol. Volume complementar à edição de 1692 onde aparece pela primeira vez o livro XII, sob o número VII.